# Castillo de Villalba de los Barros
El Castillo de Villalba de los Barros, llamado también Castillo de la Vaguada, es una edificación defensiva cuyos sus orígenes se remontan a la mitad del siglo XV. Se encuentra en el pueblo de Villalba de los Barros, un municipio español, perteneciente a la provincia de Badajoz (comunidad autónoma de Extremadura) en la comarca de Tierra de Barros. Está a 56 km de Badajoz y 44 km de  Mérida

## Historia
El origen de Villalba de los Barros está en el primitivo y pequeño núcleo de población de «don Falcón». A finales del siglo XIII, Sancho IV otorgó un privilegio a su Camarero Mayor, el Almirante Juan Mathé de Luna, para que pudiera poblarlo con 50 vecinos, y convertirlo en villa, el lugar entonces denominado Puebla de Don Falcón, a partir del cual se consolidó posteriormente Villalba de los Barros.
Se convirtió en Villa a finales del siglo XIII por el caballero Juan Mateo. En el año 1395 el pueblo, su término y el castillo los compró el  Maestre santiaguista  Lorenzo Suárez de Figueroa por 100 000 maravedís para unirlo al «Señorío de Feria», que estaba compuesto entonces tan solo por Zafra, Feria y  La Parra.

## El castillo
Sus orígenes están en los restos de los cimientos de una fortaleza almohade a los que perteneció en la época final de su dominación, la de Al-Nasir, levantada de tapial, material típico de los  alarifes árabes en estas construcciones.
El pueblo y sus alrededores está dominados por la enorme mole pétrea de su castillo. Fue reconstruido en las postrimerías del siglo XIV sobre otro anterior de origen árabe, según queda de manifiesto en los cimientos de piedra y mampostería bajo los lienzos de las zonas inferiores. En esta época, la población, incluido el castillo, figuraba como una de las posesiones de la familia Enríquez y en el año 1395 pasó a formar parte del  Señorío de Feria. La existencia de un castillo anterior al año 1400 está acreditada mediante el documento que envió el rey Enrique III a Lorenzo I Suárez de Figueroa, trigésimo segundo Maestre de la Orden de Santiago, primer miembro del linaje vinculado a la Baja Extremadura, por el cual autorizaba a su hijo Gómez I Suárez de Figueroa, I Señor de Feria, a reforzar el castillo, lo cual presuponía la existencia de otro anterior.
La fortaleza está construida por un recinto cuadrangular con torres cilíndricas en sus ángulos y cubos semicilíndricos en tres de sus lienzos ya que en el cuarto está adosada la voluminosa y gran «Torre del Homenaje». Esta torre también tiene un cubo semicilíndrico en la cara exterior. La zona interior estaba compuesta por cuatro  crujías de tal manera que quedaba un patio en el centro del castillo. A pesar de los deterioros que sufrió el castillo, todavía se pueden ver detalles constructivos de  estilo mudéjar en ventanas recercadas con ladrillo y algunas pinturas en habitaciones. A mediados del siglo XV se siguieron mejorando los detalles defensivos de la fortaleza, como la barrera exterior, que estuvieron a cargo de otro Lorenzo II Suárez de Figueroa, hijo y nieto de los dos que figuran con el mismo apellido.
En el adarve que hay sobre la puerta principal se colocó una losa con la siguiente inscripción:

«Año DEL NACIMIENTO DEL SALVADOR N. S. JESUCRISTO DE 1397 SE COMENZÓ ESTE CASTILLO QUE MANDO HACER GÓMEZ SUÁREZ DE FIGUEROA CAMARERO MAYOR DE N. SRA. LA REINA DE CASTILLA, HIJO DEL MUY ALTO SR. D. LORENZO SUÁREZ DE FIGUEROA MAESTRE DE SANTIAGO E PORQUE ESTA LECTURA SOBRE DICHA ERA PINTADA E PERFECTA, MANDOLA ESCULPIR EN ESTA PIEDRA EL SR. LORENZO SUÁREZ DE FIGUEROA HIJO Y NIETO DE LOS DICHOS SRS AL TIEMPO QUE MANDO HACER ESTA BARRETA EL AÑO DE N. SALVADOR DE 1449.».

La planta baja se pavimentó con ladrillo en las zonas dedicadas exclusivamente al paso de personas y de ladrillo con piedra en sitios donde había más paso de caballerías. La primera planta estaba decorada con  pinturas al fresco como antes se indicó. El techo tenía bóveda de aristas de ladrillos y macizadas con  mortero de cal y piedra y refinadas en el exterior para evitar humedades. La «torre del homenaje», es de planta  rectangular, de tres pisos y  bóvedas de medio cañón. Dada su gran altura, destaca sobre el resto del castillo. A partir del siglo XVIII se dejó de mantener el castillo pasando a ser refugio de personas de paso, vagabundos, etc. que con sus expoliaciones y mal uso degradaron el castillo de tal forma que el «Gobernador Gil de Tejada» en 1748, en alusión a su visita, expresaba el estado del castillo en estos términos:

(…) me dio compasión ver el estado en que se hallaba, pues no tiene puerta alguna, le han quitado estos vecinos todo el hierro, han derribado las columnas de mármol de ventanas, tabiques, destruido el enladrillado, hasta el empedrado de la entrada que forma puente en el foro, para aprovecharse del material. Ahora, es hospedaje de cerdos y demás ganados, de suerte que está deshabitado e inmundo y por lo oculto ofrece por la inmediación a este pueblo, la seguridad para ofensas a la majestad divina».